# 인터텔
인터텔(Intertel, 구 국제 지능 군단)은 1966년에 창립된 고지능 협회로, 다양한 표준화된 지능 테스트 중 하나에서 99 백분위수(상위 1%) 이상을 얻은 사람들을 대상으로 하고 있다. 1960년대 말 이후 설립된 주목할만한 고지능 협회 중 하나로, Mensa보다 엄격하고 독점적인 입회 요건을 가지고 있다.

## 역사와 목표
인터텔은 1966년에 Ralph Haines에 의해 창립되었으며, Roland Berrill과 Lancelot Ware(Mensa의 창립자)의 예를 따라, 입회의 특별한 제한(최소 IQ를 제외한) 없이 재능 있는 사람들에게 적합한 협회를 만들고자 했다. 이로써 인터텔은 이 분야의 두 번째로 오래된 단체가 되었다. Mensa가 첫 번째였다.
이 단체는 헌법에서 명시된 세 가지 목적을 가지고 있다:
1. 의미 있고 지속적인 지적 동료를 격려한다.
2. 세계 곳곳에서 입증된 고지능을 가진 사람들 사이에서 모든 주제에 대한 아이디어 교환을 촉진한다.
3. 고지능과 관련된 문제에 대한 연구를 지원한다.

## 조직 및 활동
인터텔은 7개의 지역으로 나뉘어져 있으며, 대다수가 북미에 위치해 있다. VI 지역, 또는 국제라고도 알려져 있는 지역은 세계의 나머지 멤버를 포함하고 있다.
헌법에서 명시된 목표와 일치하게, 인터텔의 회원들은 또한 고지능에 대한 연구에 참여한다.
1978년에, 인터텔은 유명한 심리학자인 Leta Stetter Hollingworth를 기리기 위해 국제 "Hollingworth 상"을 설립했다. 이 상은 적어도 1993년까지 매년 인터텔과 그 후에는 인터텔 재단의 후원으로 수여되었다.

## 주목할만한 과거 및 현재의 회원들
- Paul Bechly – 미국 화학공학자
- Ronald K. Hoeflin – 미국 철학자
- Taibi Kahler – 프로세스 커뮤니케이션 모델의 창조자
- Grover Krantz – 미국 생물학적인 인류학자 및 은밀한 동물학자 (1931–2002)
- Gert Mittring – 독일 정신 계산가 (출생 1966)
- 시세로 모라에스 – 보철물의 디자인과 모델링을 전문으로 하는 브라질 3D 디자이너이다.
- 엘런 뮤스 – 미국 배우 (출생 1981)
- Susan Nigro – 미국 음악가
- Robert Prechter – 미국 재무 작가 및 분석가
- Ginny Ruffner – 미국 유리 예술가
- E. Lee Spence – 수중 고고학자

## 같이 보기
- 영재
- 지능 지수
- 멘사(Mensa)